# Mariano Sáez Morilla
Mariano Sáez Morilla (Albacete, 28 de marzo de 1895 - Ostiz, Navarra, 10 de febrero de 1937) abogado, catedrático y político español del Partido Socialista Obrero Español, concejal en el ayuntamiento de Pamplona.

## Biografía
Diplomado en Derecho por la Universidad Central de Madrid, llegó a ser director de la Escuela Normal de Maestros de Pamplona en 1931. Concejal de Pamplona en las elecciones de 1931, cesado dos años después en aplicación de la Ley Municipal (denunciado por un grupo de alumnos por "ausencias injustificadas"). Fue candidato de la conjunción republicano-socialista en las elecciones a Cortes de 1931, aunque no logró ser elegido. Se trasladó a Madrid en 1933, donde obstentó la cátedra de Paidología en la Escuela Normal de Magisterio.
Casado con María de los Ángeles Fernández de Toro y tuvo cinco hijos.[cita requerida]
Durante la Segunda República impulsó, junto con Leoncio Urabayen, las Misiones Pedagógicas de la Escuela Normal de Maestros por toda Navarra. 
Tras el comienzo de la guerra civil española, Sáez Morilla fue detenido el 18 de julio de 1936 mientras estaba de vacaciones en Ávila. Se le trasladó a Navarra, siendo fusilado en Ostiz y abandonado en Ripa el 10 de febrero de 1937.